# Купище
Ку́пище (укр. Купище) — село на Украине, основано в 1694 году, находится в Коростенском районе Житомирской области. Расположено на реке Кремно.
Код КОАТУУ — 1822382601. Население по переписи 2001 года составляет 358 человек. Почтовый индекс — 11552. Телефонный код — 4142. Занимает площадь 1,978 км².

## Адрес местного совета
11552, Житомирская область, Коростенский р-н, с.Купище, ул.Поварова, 62